# ФК Тракия (Тараклия)
Вижте пояснителната страница за други значения на Тракия.
ФК Тракия е молдовски футболен отбор от град Тараклия. Играе в U17. Негов стадион е „Тараклия“, с капацитет до 2000 души. Мениджър на отбора е Генадий Лисица. 